# أكيمي ايواتا
أكيمي ايواتا (岩田 明美) هو لاعب كرة قدم. ولعبت مع منتخب اليابان لكرة القدم للسيدات.